# Mohawk (fiume)
Il Mohawk è un fiume dello stato di New York sulla costa orientale degli Stati Uniti, lungo 230 km e maggiore affluente del fiume Hudson, in cui si getta a Cohoes. Il fiume, che prende il nome dalla Nazione Mohawk della Confederazione Irochese, è uno dei più importanti corsi d'acqua della parte settentrionale dello stato di New York.
Il Mohawk nasce nella contea di Lewis, e scorre verso est attraverso la Mohawk Valley, passando attraverso le città di Rome, Utica, Amsterdam e Schenectady. Suoi tributari sono lo Schoharie Creek e il West Canada Creek.

## Caratteristiche
Sul fiume sono presenti cinque dighe permanenti, nove stagionali e cinque centrali idroelettriche. Anche i suoi due principali affluenti presentano dighe significative: la Gilboa Dam, nel tratto superiore dello Scholarie Creek, è stata completata nel 1926 come parte del sistema di rifornimento delle acque di New York, ed è oggi interessata da un progetto di ripristino.
Attraverso il Canale Erie, il Mohawk permette di collegare l'Hudson e il porto di New York con i Grandi Laghi.

## Storia
Il fiume è stato a lungo importante per il trasporto e la migrazione verso ovest come un passaggio attraverso gli Appalachi, tra le Montagne Catskill e l'Altopiano Allegheny a sud e i Monti Adirondack a nord. Di conseguenza la valle del fiume era di importanza strategica durante la guerra franco-indiana e la rivoluzione americana, e vi sono state combattute diverse battaglie. La fertilità della Mohawk Valley, inoltre, attraeva i coloni.
All'inizio del diciannovesimo secolo le vie d'acqua erano molto importanti sia per il trasporto di persone sia di beni. Fu costruito quindi il Canale Erie tra il Mohawk e il Lago Erie, che ridusse i costi di trasporto e favorì la colonizzazione. La valle è ancora una rilevante via di comunicazione: dopo la Water Level Route furono costruite sia ferrovie sia strade come la US Route 20 e l'interstatale 90.
Per proteggere e promuovere i beni storici e naturali del fiume Mohawk è stata istituita nel 1997 dallo Stato di New York la "Mohawk River Heritage Corridor Commission".

## Flusso
Il volume medio di acqua che scorre attraverso il Mohawk è di circa 5,2 chilometri cubi ogni anno. La maggior parte dell'acqua scorre attraverso il bacino in primavera, quando la neve si scioglie ed entra nei suoi affluenti e nel corso del fiume; il massimo flusso giornaliero avviene tra la fine di marzo e l'inizio di aprile. Nel periodo tra il 1917 e il 2000, la portata media più alta giornaliera è stata di circa 510 metri cubi al secondo, misurata a Cohoes, vicino alla confluenza con l'Hudson, mentre la portata media più bassa, misurata a fine agosto, è stata di circa 400 metri al secondo.
Il Mohawk ha una lunga storia di inondazioni; queste sono state rilevate fin dal diciassettesimo secolo. Poiché il fiume e i suoi tributari tipicamente ghiacciano in inverno, la primavera è generalmente accompagnata dalla presenza di blocchi di ghiaccio che galleggiano sul fiume; questi possono causare danni consistenti alle strutture poste sulle rive del fiume. L'inondazione più grave registrata sul tratto principale del Mohawk è stata quella del 17-18 marzo 1914, che causò molti danni a causa della grande quantità di ghiaccio presente.
La più recente inondazione significativa del Mohawk è stata quella del 26-29 giugno 2006, causata da una violenta pioggia che colpì i bacini del Mohawk, del Delaware e del Susquehanna. In seguito a tale inondazione, nello Stato di New York vi furono quattro morti.